# Andy Scott-Lee
Pour les articles homonymes, voir Andy Scott et Lee.
 (mai 2025).
Si vous disposez d'ouvrages ou d'articles de référence ou si vous connaissez des sites web de qualité traitant du thème abordé ici, merci de compléter l'article en donnant les références utiles à sa vérifiabilité et en les liant à la section « Notes et références ».
Andy Scott-Lee (de son vrai nom Robert Andrew Jason Scott-Lee, né le 29 mars 1980 à Rhyl) est un chanteur gallois.

## Biographie
Il est le frère de Lisa Scott-Lee, chanteuse de Steps.
Il est membre du boys band 3SL qui sort deux singles en 2002. Après la dissolution, il s'inscrit à la deuxième saison de Pop Idol et fait partie des sept derniers finalistes. Il participe au single et à l'album de l'émission ainsi qu'à la tournée qui suit.
En 2005, Scott-Lee prend part aux tours qualificatifs pour représenter le Royaume-Uni au Concours Eurovision de la chanson 2005, où il affronte Javine, Katie Price, Tricolore et Gina G. Il chante Guardian Angel, une chanson composée par Lee Ryan du groupe Blue et Rob Persaud, et arrive troisième.
Il publie son premier single Unforgettable en 2008. La même année, il est invité à juger et à se produire lors de la grande finale de Miss Angleterre.
Il est l'époux de Michelle Heaton de 2006 à 2008. Il épouse ensuite Lydia Louisa qui sera une candidate de Big Brother en 2012.

## Source de la traduction
- (en) Cet article est partiellement ou en totalité issu de l’article de Wikipédia en anglais intitulé « Andy Scott-Lee » (voir la liste des auteurs).